# Andrejeuszczyna (rejon orszański)
Andrejeuszczyna (biał. Андрэеўшчына; ros. Андреевщина, Andriejewszczina) — wieś na Białorusi, w obwodzie witebskim, w rejonie orszańskim. Jest siedzibą sielsowietu Andrejeuszczyna.
Wieś znajduje się przy północnej granicy Orszy. W pobliżu przebiega droga magistralna M8.
Na południe wsi znajduje się Kobylacka Góra, uroczysko, w którym odkryte zostały masowe groby ludzi rozstrzelanych przez NKWD w latach 1930–1950.